# Beniganj
Beniganj è una suddivisione dell'India, classificata come nagar panchayat, di 9.504 abitanti, situata nel distretto di Hardoi, nello stato federato dell'Uttar Pradesh. In base al numero di abitanti la città rientra nella classe V (da 5.000 a 9.999 persone).

## Geografia fisica
La città è situata a 27° 16' 60 N e 80° 27' 0 E e ha un'altitudine di 135 m s.l.m..

## Società

### Evoluzione demografica
Al censimento del 2001 la popolazione di Beniganj assommava a 9.504 persone, delle quali 5.012 maschi e 4.492 femmine. I bambini di età inferiore o uguale ai sei anni assommavano a 1.776, dei quali 924 maschi e 852 femmine. Infine, coloro che erano in grado di saper almeno leggere e scrivere erano 5.090, dei quali 3.061 maschi e 2.029 femmine.